# بزرگ‌سیب‌واره
بزرگ‌سیب‌واره(نام علمی: Macropomoides) نام یک سرده از راسته تهی‌خار است.